# ケニアの大統領
ケニアの大統領（ケニアのだいとうりょう、スワヒリ語: Rais wa Jamhuri ya Kenya、英語: President of the Republic of Kenya）は、東アフリカのケニア共和国の国家元首であり、政府の長たる大統領である。

## 概要
ケニアは1963年に独立したが、1964年までの1年間はイギリスの国王を元首とする英連邦王国であった。ここでは、英連邦王国から脱し、共和制を敷いて大統領を国家元首と定めた1964年からの大統領を記す。

## 選出
建国当初はケニア・アフリカ民族同盟（KANU）による強権的な一党独裁政治が行われていたが、1991年12月に実施された憲法改正により複数政党制が導入され、翌年からは複数の立候補者が参加する直接選挙で大統領を選出するようになった。大統領の任期は1期につき5年間であり、3選は禁じられている。

## 大統領の一覧
| 代 | 大統領                                             | 大統領                   | 所属政党                          | 期                                | 在任期間                        | 在任期間     | 副大統領                 | 副大統領               | 備考 |
| -- | -------------------------------------------------- | ------------------------ | --------------------------------- | --------------------------------- | ------------------------------- | ------------ | ------------------------ | ---------------------- | ---- |
| 01 | ジョモ・ケニヤッタ Jomo Kenyatta                   |                          | ケニア・アフリカ民族同盟 （KANU） | 1                                 | 1964年12月12日 - 1969年12月6日  | 13年 + 222日 |                          | ジャラモギ・オディンガ |      |
| 01 | ジョモ・ケニヤッタ Jomo Kenyatta                   | ジョゼフ・ムルンビ       | ケニア・アフリカ民族同盟 （KANU） | 1                                 | 1964年12月12日 - 1969年12月6日  | 13年 + 222日 |                          |                        |      |
| 01 | ジョモ・ケニヤッタ Jomo Kenyatta                   | （不在）                 | ケニア・アフリカ民族同盟 （KANU） | 1                                 | 1964年12月12日 - 1969年12月6日  | 13年 + 222日 |                          |                        |      |
| 01 | ジョモ・ケニヤッタ Jomo Kenyatta                   | ダニエル・アラップ・モイ | ケニア・アフリカ民族同盟 （KANU） | 1                                 | 1964年12月12日 - 1969年12月6日  | 13年 + 222日 |                          |                        |      |
| 01 | ジョモ・ケニヤッタ Jomo Kenyatta                   | 2                        | ケニア・アフリカ民族同盟 （KANU） | 1969年12月6日 - 1974年10月14日    |                                 | 13年 + 222日 |                          |                        |      |
| 01 | ジョモ・ケニヤッタ Jomo Kenyatta                   | 3                        | ケニア・アフリカ民族同盟 （KANU） | 1974年10月14日 - 1978年8月22日    | 任期満了前に死去                | 13年 + 222日 |                          |                        |      |
| 02 | ダニエル・アラップ・モイ Daniel Toroitich arap Moi | 3                        |                                   | ケニア・アフリカ民族同盟 （KANU） | 1978年8月22日 - 1979年11月8日   | 24年 + 130日 |                          | （不在）               |      |
| 02 | ダニエル・アラップ・モイ Daniel Toroitich arap Moi | 3                        | ムワイ・キバキ                    | ケニア・アフリカ民族同盟 （KANU） | 1978年8月22日 - 1979年11月8日   | 24年 + 130日 |                          |                        |      |
| 02 | ダニエル・アラップ・モイ Daniel Toroitich arap Moi | 4                        | 1979年11月8日 - 1983年9月26日     | ケニア・アフリカ民族同盟 （KANU） |                                 | 24年 + 130日 |                          |                        |      |
| 02 | ダニエル・アラップ・モイ Daniel Toroitich arap Moi | 5                        | 1983年9月26日 - 1988年3月21日     | ケニア・アフリカ民族同盟 （KANU） |                                 | 24年 + 130日 |                          |                        |      |
| 02 | ダニエル・アラップ・モイ Daniel Toroitich arap Moi | 6                        | 1988年3月21日 - 1992年12月30日    | ケニア・アフリカ民族同盟 （KANU） |                                 | 24年 + 130日 | ジョゼファト・カランジャ |                        |      |
| 02 | ダニエル・アラップ・モイ Daniel Toroitich arap Moi | 6                        | 1988年3月21日 - 1992年12月30日    | ケニア・アフリカ民族同盟 （KANU） | ジョージ・サイトティ            | 24年 + 130日 |                          |                        |      |
| 02 | ダニエル・アラップ・モイ Daniel Toroitich arap Moi | 7                        | 1992年12月30日 - 1997年12月30日   | ケニア・アフリカ民族同盟 （KANU） |                                 | 24年 + 130日 |                          |                        |      |
| 02 | ダニエル・アラップ・モイ Daniel Toroitich arap Moi | 8                        | 1997年12月30日 - 2002年12月30日   | ケニア・アフリカ民族同盟 （KANU） |                                 | 24年 + 130日 | （不在）                 |                        |      |
| 02 | ダニエル・アラップ・モイ Daniel Toroitich arap Moi | 8                        | 1997年12月30日 - 2002年12月30日   | ケニア・アフリカ民族同盟 （KANU） | ジョージ・サイトティ            | 24年 + 130日 |                          |                        |      |
| 02 | ダニエル・アラップ・モイ Daniel Toroitich arap Moi | 8                        | 1997年12月30日 - 2002年12月30日   | ケニア・アフリカ民族同盟 （KANU） | （不在）                        | 24年 + 130日 |                          |                        |      |
| 02 | ダニエル・アラップ・モイ Daniel Toroitich arap Moi | 8                        | 1997年12月30日 - 2002年12月30日   | ケニア・アフリカ民族同盟 （KANU） | ムサリア・ムダヴァディ          | 24年 + 130日 |                          |                        |      |
| 03 | ムワイ・キバキ Mwai Kibaki                         |                          | 民主党 （DP）                     | 9                                 | 2002年12月30日 - 2007年12月30日 | 10年 + 100日 |                          | マイケル・ワマルワ     |      |
| 03 | ムワイ・キバキ Mwai Kibaki                         | ムーディ・アウォリ       | 民主党 （DP）                     | 9                                 | 2002年12月30日 - 2007年12月30日 | 10年 + 100日 |                          |                        |      |
| 03 | ムワイ・キバキ Mwai Kibaki                         | 国家統一党 （PNU）       | 10                                | 2007年12月30日 - 2013年4月9日     |                                 | 10年 + 100日 | カロンゾ・ムショカ       |                        |      |
| 04 | ウフル・ケニヤッタ Uhuru Muigai Kenyatta           |                          | 国民連合 （TNA）                  | 11                                | 2013年4月9日 - 2017年11月28日   | 9年 + 157日  |                          | ウィリアム・ルト       |      |
| 04 | ウフル・ケニヤッタ Uhuru Muigai Kenyatta           | ジュビリー党             | 12                                | 2017年11月28日 - 2022年9月13日    |                                 | 9年 + 157日  |                          | ウィリアム・ルト       |      |
| 05 | ウィリアム・ルト William Samoei Arap Ruto          |                          | 統一民主同盟 （UDA）              | 13                                | 2022年9月13日 - （現職）        | 2年 + 180日  |                          | リガティ・ガチャグア   |      |

## 大統領選挙（直接選挙導入後）
- 第1回：1992年12月29日実施（英語版記事）
- 第2回：1997年12月29日実施（英語版記事）
- 第3回：2002年12月27日実施（英語版記事）
- 第4回：2007年12月27日実施（英語版記事）
- 第5回：2013年3月4日実施（英語版記事）
- （2017年8月8日実施大統領選挙は無効）
- 第6回：2017年10月26日実施（英語版記事）
- 第7回：2022年8月9日実施（英語版記事）

## 大統領旗

?ジョモ・ケニヤッタ政権時代の大統領旗
?モイ政権時代の大統領旗
?キバキ政権時代の大統領旗
ウフル・ケニヤッタ政権（現在）の大統領旗

## 関連事項
- 大統領宮殿 (ナイロビ)
- ケニアの副大統領
- ケニアの政党